# 広域飯能斎場
広域飯能斎場（こういきはんのうさいじょう）は、埼玉県飯能市にある公営斎場および火葬場である。

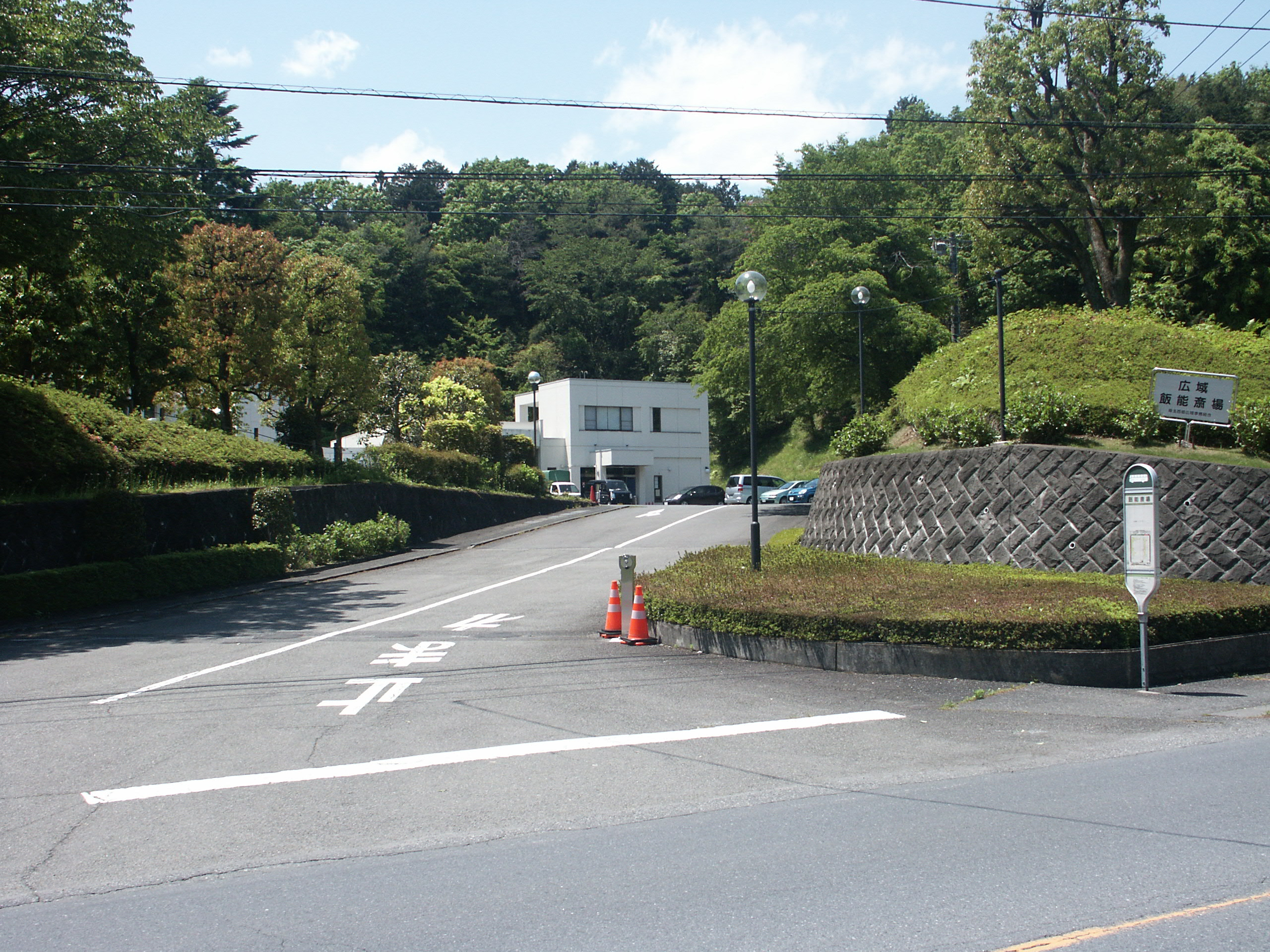
広域飯能斎場

## 所在地
- 〒357-0063　埼玉県飯能市飯能948番地3

## 運営
広域飯能斎場組合 - 飯能市・狭山市および日高市の3市が運営する一部事務組合

## 休業日
- 1月1日から1月3日および友引

## 施設概要
- 火葬炉
- 葬祭場
- 通夜室
- 待合室
- 駐車場

## 交通
- 西武池袋線飯能駅北口から国際興業バスこまニュータウン循環）・高麗川駅行き・埼玉医大行き等で約10分『飯能斎場』バス停下車すぐ
- JR八高線・川越線高麗川駅から国際興業バス飯能駅行きで約20分『飯能斎場』バス停下車すぐ